# Де Фред?
«Де Фред?» (нім. Wo ist Fred?) — німецька комедійна стрічка режисера Анно Саула. У головних ролях знялися Швайґер Тільман, Юрген Фогель, Олександра Марія Лара та Аня Клінг.
У Німеччині прем'єра кінофільму відбулася 16 листопада 2006 року.

## Сюжет
Фред працює на будівництві та збирається зробити пропозицію своїй дівчині Деніз. Є лише одна перешкода — капризи сина своєї обраної. Той прийме нового татка лише у випадку, якщо він здобуде для нього баскетбольний м'яч з автографом свого кумира. Оскільки м'яч дістається найчастіше вболівальникам з сектору для людей з обмеженими можливостями, то Фредові доводиться сісти в інвалідне крісло. Прикидаючись інвалідом, головного героя чекають чимало пригод на шляху здобуття омріяного м'яча. Неочікувано для себе Фред знаходить своє справжнє кохання.

## У головних ролях
- Тіль Швайґер — Фред
- Юрген Фогель — Алекс
- Олександра Марія Лара — Деніз
- Аня Клінг — Мара